# Pink Anderson
Pinkney "Pink" Anderson est  un musicien et interprète américain, né à Laurens (Caroline du Sud) le 12 février 1900 et mort à Spartanburg (Caroline du Sud) le 12 octobre 1974. Son répertoire est composé de ballades.

## Biographie
Il vit à Greenville avec sa famille durant sa prime jeunesse, puis à Spartanburg. Enfant, Pink a chanté et a dansé pour gagner quelques sous dans la rue. Il a appris les rudiments de la guitare d'un voisin plus âgé, qui lui a appris à jouer des chansons à la guitare slide en accords ouverts (des chansons comme Henry de John, etc.). En 1918, il a commencé à apprendre la guitare grâce à Simeon Dooley, un chanteur aveugle de Géorgie qui avait déménagé dans la région de Spartanburg.
Son fils Alvin "Little Pink" Anderson (né le 13 juillet 1954) joue également de la guitare et chante le blues.

## Le Pink de Pink Floyd...
Syd Barrett, fondateur du groupe Pink Floyd, a créé le nom du groupe en assemblant les prénoms de Pink Anderson et de Floyd Council. Il les avait extraits d'un texte descriptif écrit par Paul Oliver pour un disque en 1962 de Blind Boy Fuller (Philips BBL-7512) : "Curley Weaver and Fred McMullen, (...) Pink Anderson or Floyd Council -- these were a few amongst the many blues singers that were to be heard in the rolling hills of the Piedmont, or meandering with the streams through the wooded valleys."